# Schlacht von Williamsburg
Hampton Roads – Yorktown – Williamsburg – Elthams Landing – Drewrys Bluff – Hanover Courthouse – Seven Pines – Oak Grove – Beaver Dam Creek – Gaines’ Mill – Garnetts & Goldings Farm – Savage’s Station – White Oak Swamp – Glendale – Malvern Hill
Die Schlacht von Williamsburg (auch: Schlacht von Fort Magruder) war eine Schlacht des Amerikanischen Bürgerkrieges, die im Rahmen des Halbinsel-Feldzuges am 5. Mai 1862 bei Williamsburg, Virginia stattfand.

## Ausgangslage
Während der Belagerung von Yorktown erkannte der Oberbefehlshaber der Nord-Virginia-Armee, General Joseph E. Johnston, dass die Gefahr bestand, dass sein Gegner, Generalmajor McClellan, nördlich von Yorktown auf der Virginia-Halbinsel landen und die Nord-Virginia-Armee abschneiden könnte. Entgegen dem ausdrücklichen Befehl des Präsidenten Davis entschloss sich Johnston deshalb, geordnet nach Nordwesten auszuweichen.

## Operationsplan

### Konföderierte
Johnston beabsichtigte, mit der Nord-Virginia-Armee auf vorbereitete Stellung im Umfeld von Richmond auszuweichen. Um das Ausweichen, das durch schlechtes Wetter verlangsamt wurde, zu sichern, sollte ein starkes Kontingent ein Verzögerungsgefecht führen.

### Union
McClellan hatte am 3. Mai die Vorbereitungen für die Belagerung abgeschlossen und wurde vom Ausweichen der Nord-Virginia-Armee überrascht. Er beabsichtigte deshalb, die Verbindung zur Nord-Virginia-Armee wiederherzustellen und deren Nachhut zu vernichten. Gleichzeitig sollte ein Teil der Potomac-Armee auf dem York River einschiffen und den Rückzugsweg der Nord-Virginia-Armee weiter im Nordwesten der Halbinsel abschneiden.

## Truppeneinteilung

### Potomac-Armee
An der Schlacht war ein Infanterie-Korps – das III. – und die Kavallerie-Division der Potomac-Armee beteiligt.

Oberbefehlshaber, Kommandierender General und Divisionskommandeure
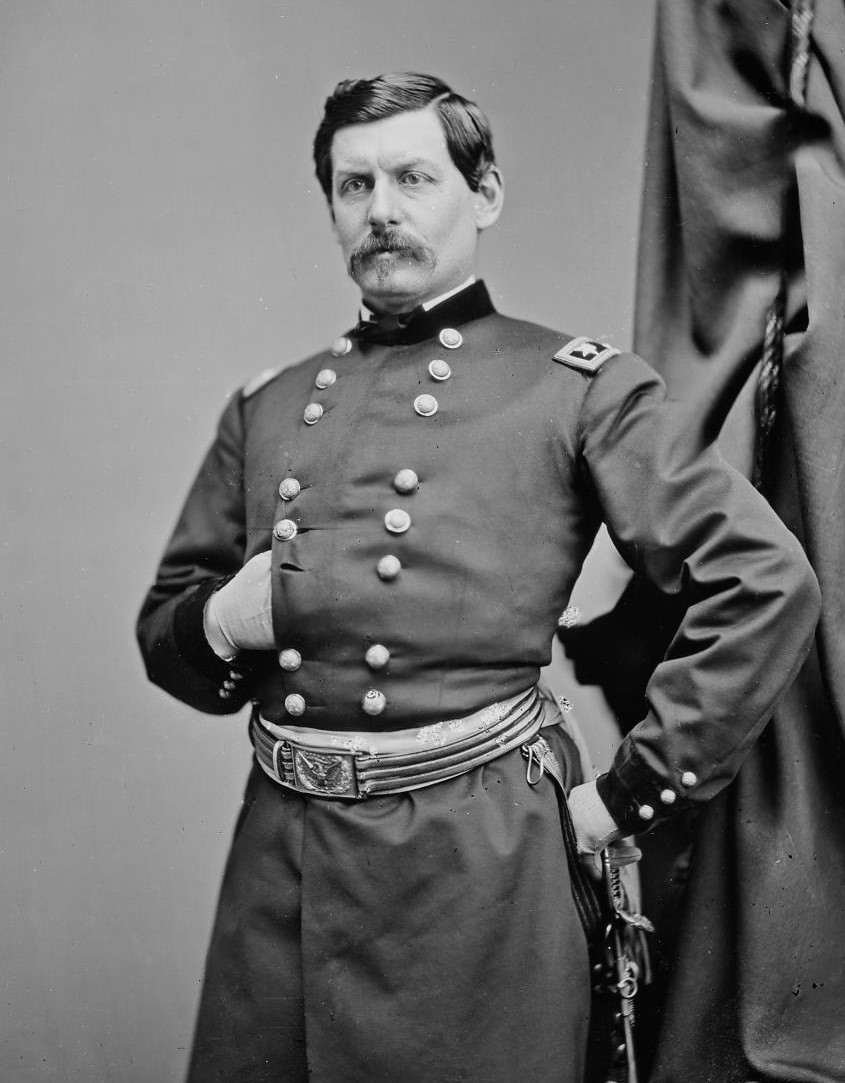
Generalmajor George B. McClellan, OB Potomac-Armee
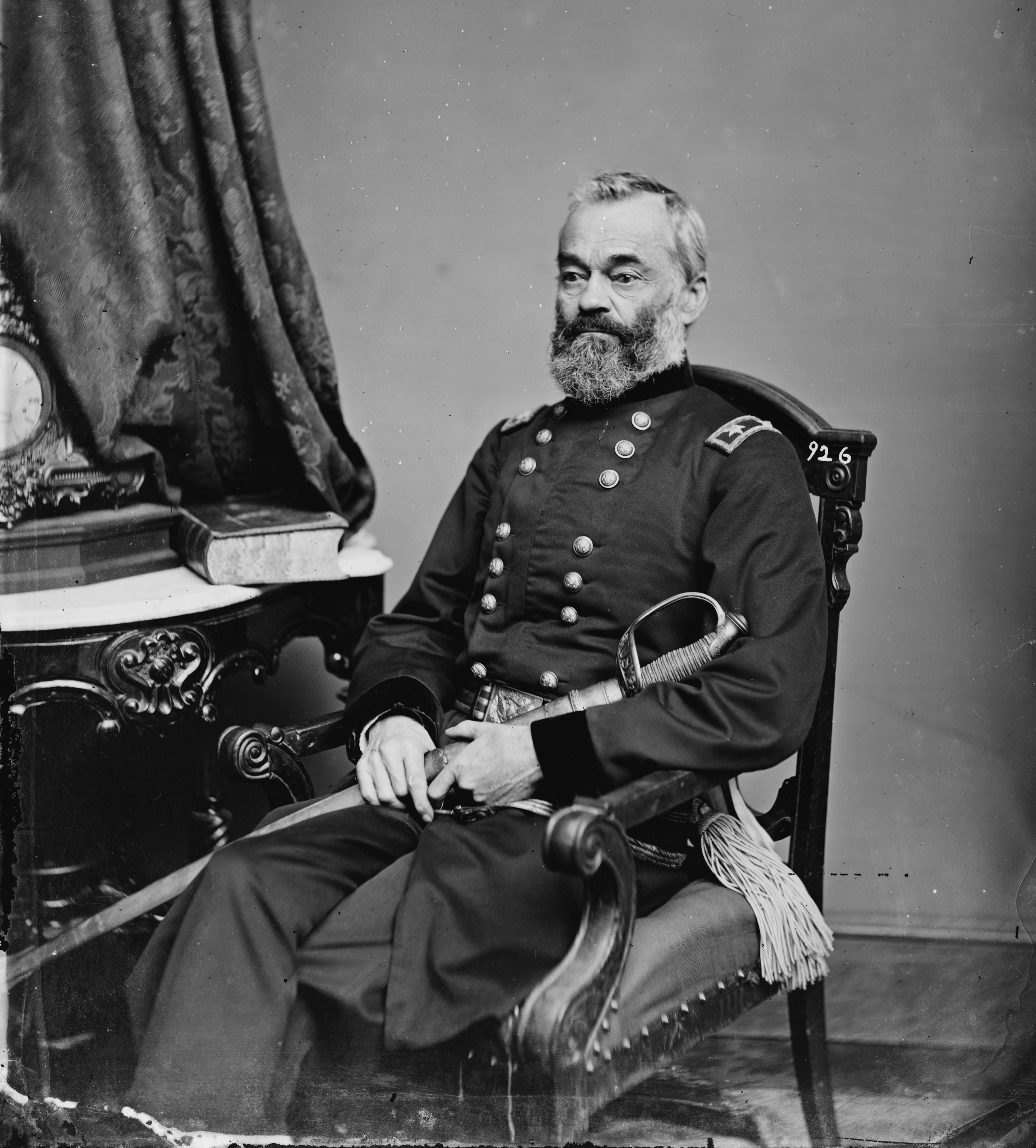
Brigadegeneral Samuel P. Heintzelman, KG III. Korps
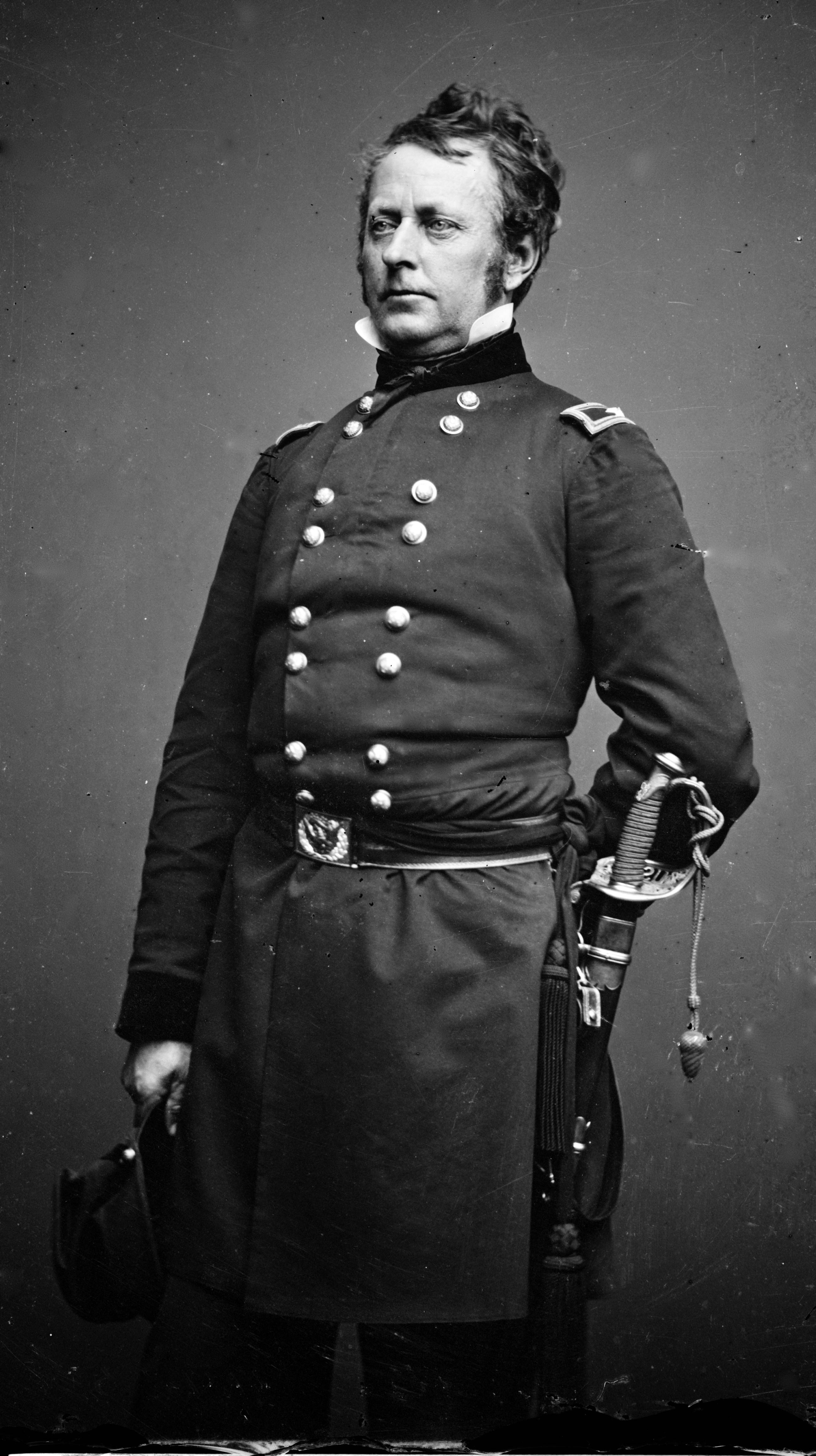
Brigadegeneral Joseph Hooker, Kommandeur 2. Division
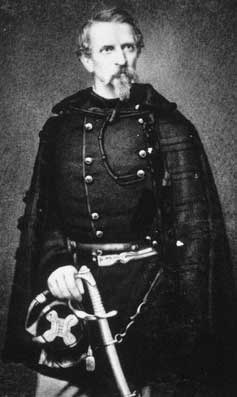
Brigadegeneral Philip Kearny, Kommandeur 3. Division
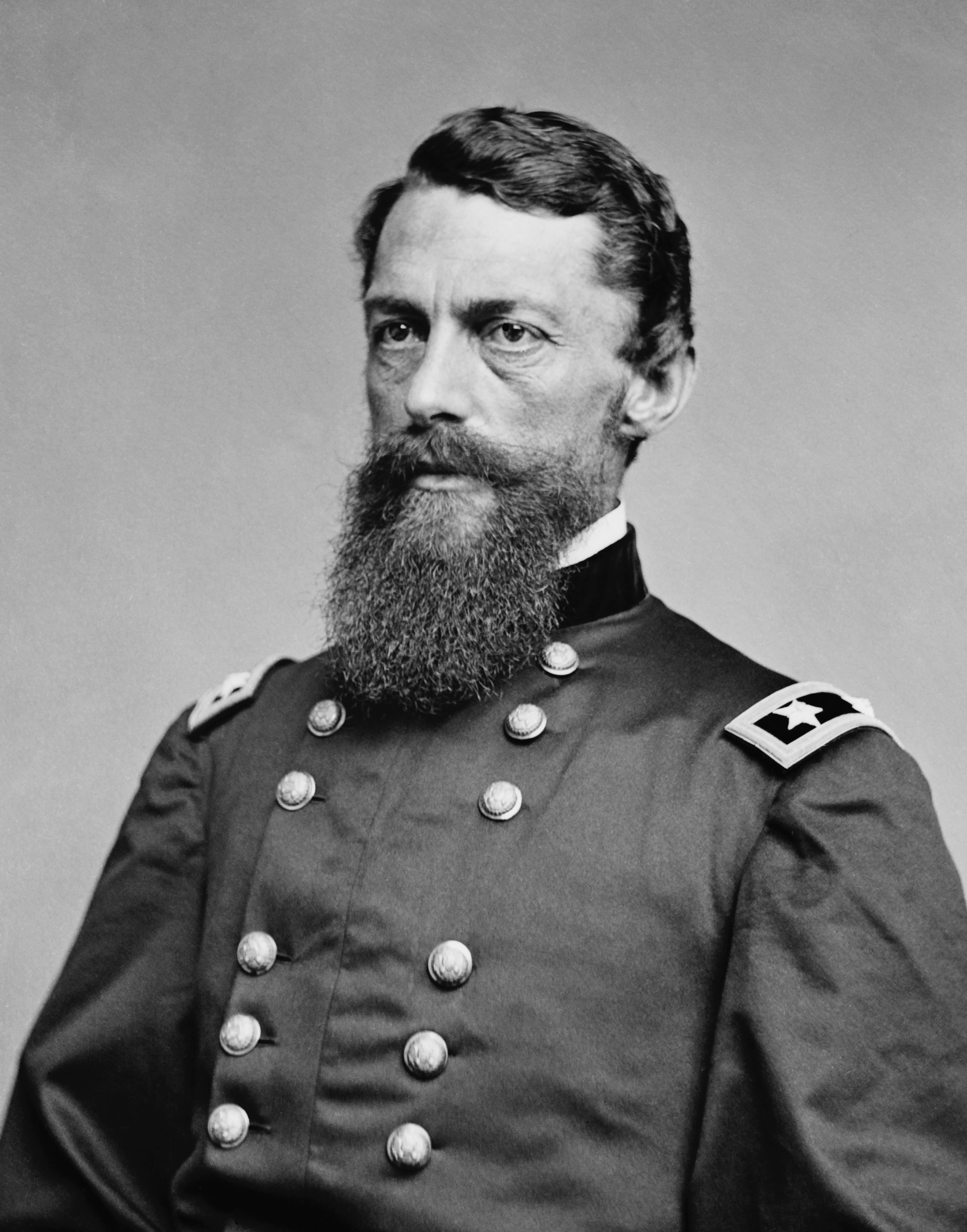
Brigadegeneral George Stoneman, Kommandeur Kavalleriedivision

### Nord-Virginia-Armee
An der Schlacht waren drei Infanteriedivisionen und eine Kavalleriedivision der Nord-Virginia-Armee beteiligt.

Oberbefehlshaber und Divisionskommandeure
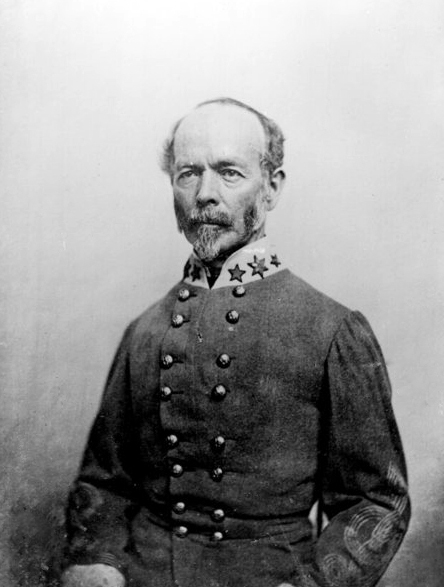
General Joseph E. Johnston, OB Nord-Virginia-Armee
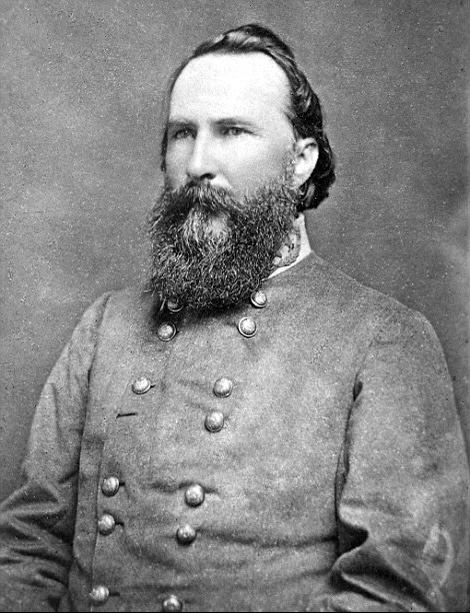
Generalmajor James Longstreet, Kommandeur 2. Division
Generalmajor Daniel Harvey Hill, Divisionskommandeur
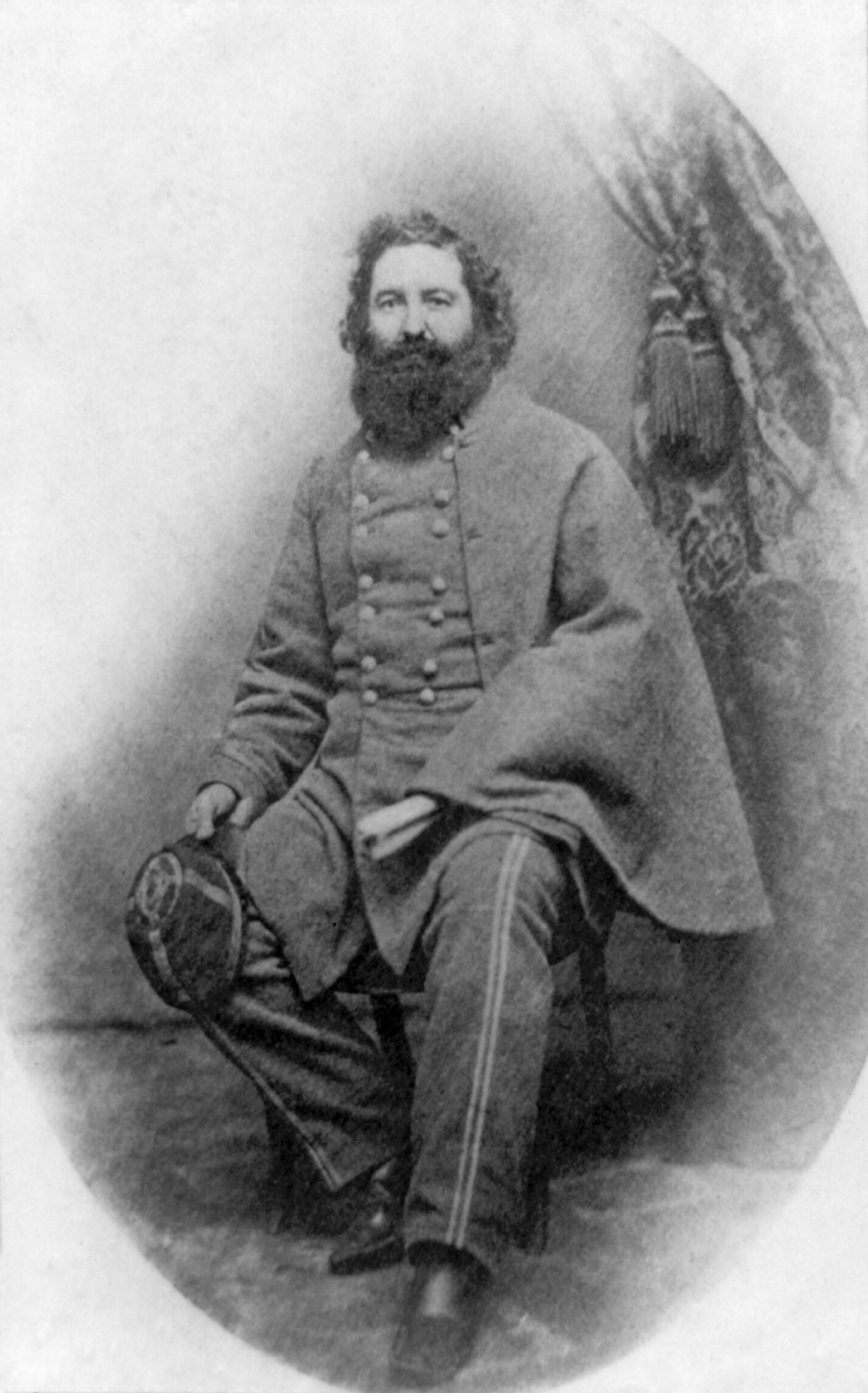
Brigadegeneral Lafayette McLaws, Divisionskommandeur
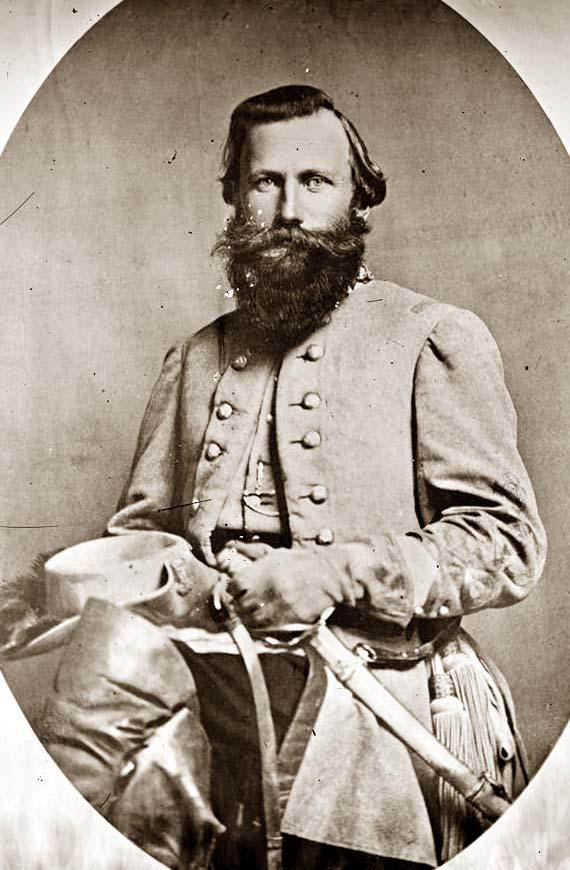
Generalmajor J.E.B Stuart, Kommandeur Kavallerie-Brigade

## Die Schlacht
Die Potomac-Armee setzte ab 4. Mai mit der Kavallerie unter Brigadegeneral George Stoneman nach, um Johnstons Nachhut zu verfolgen, ungefähr ein Drittel der Potomac-Army – das III. Korps unter Brigadegeneral Samuel P. Heintzelman folgte sofort nach, um die Nachhut der Nord-Virginia-Armee bei Williamsburg zu stellen. Der Kommandierende des II. Korps, Brigadegeneral Edwin V. Sumner befahl zudem der Division von Brigadegeneral William B. Franklin sich am York River einzuschiffen, um stromaufwärts hinter Johnstons Rückzugsort zu landen. Es dauerte jedoch zwei Tage, um die Männer und die Ausrüstung auf die Schiffe zu bringen, sodass dieses Manöver keine Auswirkungen auf die Schlacht vom 5. Mai hatte.

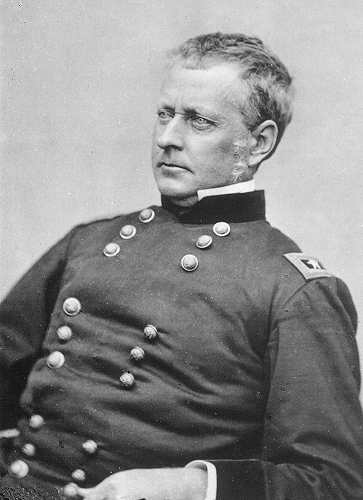
„Fighting Joe“ Hooker

Die 2. Division des III. Korps (unter Brigadegeneral Joseph Hooker) war die führende Infanterie der Unionsarmee und traf bei Williamsburg auf die konföderierte Nachhut. An der Schlacht vom 5. Mai waren rund 41.000 Soldaten der Union und 32.000 Soldaten der Konföderation beteiligt. General Hooker ordnete den Angriff auf das Fort Magruder, eine Erdbefestigung entlang der Straße nach Williamsburg an, der aber zurückgeschlagen wurde. Es kam zu Gegenangriffen der 2nd Division der Konföderierten unter dem Kommando von James Longstreet, die die linke Flanke der Unionstruppen bedrohten, doch konnte die Stellung der Nordstaatler nach dem Eintreffen der Division von Philip Kearny stabilisiert werden.
Nach der Ankunft des IV. Unionskorps (Brigadegeneral Erasmus D. Keyes) griff auch die Division „Baldy“ Smith (Brigadegeneral William Farrar Smith) mit der 1st Brigade unter  Winfield S. Hancock die linke Flanke der Konföderierten an. Der dort erzielte lokale Erfolg wurde von der Union nicht ausgenutzt. Im Laufe der Nacht wichen die Konföderierten in allgemein westliche Richtung aus. Wie bereits beim Rückzug aus Yorktown, hinterließen sie dabei Landminen. (Auf Seiten des Nordens war eine waffentechnische Besonderheit während der Schlacht der Einsatz von ein bis zwei mechanischen Maschinengewehren vom Typ Agar gewesen.)

## Nachwirkungen
Die Kämpfe direkt hatten zwischen 700 und 1000 Soldaten das Leben gekostet. Um die 2000 weitere waren verwundet worden.
Die Presse der Nordstaaten stellte die Schlacht als Sieg der Union dar. McClellan schätzte sie falsch als einen „brillanten Sieg“ über eine Übermacht ein. Allerdings wurde die Verteidigung von Williamsburg von der Konföderation als ein Mittel gesehen, um die Potomac-Armee aufzuhalten, damit die Nord-Virginia-Armee weiter in Richtung Richmond ausweichen konnte.
Einen wesentlichen Vorteil konnte keine der beiden Seiten aus der Schlacht ziehen, es war jedoch gewissermaßen der erste Sieg der Union im Halbinsel-Feldzug.